# توماس راندولف
توماس راندولف (بالإنجليزية: Thomas Randolph)‏ هو لاعب كرة قدم أمريكية أمريكي، ولد في 5 أكتوبر 1970 في نورفولك في الولايات المتحدة.

## وصلات خارجية
- توماس راندولف على موقع مرجع كرة القدم المحترفة.كوم (الإنجليزية)